# Горюнова, Нина Александровна
Ни́на Алекса́ндровна Горюно́ва (урожд. Уточкина; 12 ноября 1916 — 31 января 1971) — советский учёный, основоположник нового научного направления — химии сложных алмазоподобных полупроводников, лауреат премии им. Н. С. Курнакова АН СССР. Кавалер ордена Ленина.

## Биография
Родилась в Москве 12 ноября 1916 года в семье служащих. С 1930 года жила с родителями в Ленинграде. С 1931 года училась в ФЗУ им. Д. И. Менделеева.
Окончила химический факультет Ленинградского государственного университета (1939), руководитель дипломной работы — профессор Мюллер Рудольф Людвигович.
С 1939 года — инженер и руководитель химической группы в лаборатории кабельной сети Ленэнерго. Во время войны эвакуирована в Хабаровск, работала старшим научным сотрудником Экспериментальной лаборатории эпидемиологии и микробиологии Наркомздрава РСФСР.
С 1946 года — в Физико-техническом институте им. А. И. Иоффе АН СССР. В 1951 году защитила кандидатскую диссертацию на тему «Серое олово». 1958 год — защита докторской диссертации на тему «Исследования в области химии полупроводников». Профессор (1962).
Умерла от тяжёлой болезни 31 января 1971 г.

## Достижения
На основании экспериментальных исследований низкотемпературного превращения олова предположила, что бинарные соединения InSb и CdTe, имеющие структуру цинковой обманки, должны обладать свойствами полупроводников. Позже эта гипотеза получила экспериментальное подтверждение.
Основатель лаборатории физико-химических свойств полупроводников (1963), в которой были выращены первые кристаллы арсенида галлия и других соединений.
Лауреат премии им. Н. С. Курнакова АН СССР. Награждена орденом Ленина.

## Публикации
- Сложные алмазоподобные полупроводники [Текст]. — Москва : Сов. радио, 1968. — 267 с. : черт.; 20 см.
- Семейство алмазоподобных полупроводников [Текст] / Н. А. Горюнова, проф., д-р хим. наук. — Москва : Знание, 1970. — 44 с. : ил.; 22 см.
- Химия алмазоподобных полупроводников [Текст] / Ленингр. ордена Ленина гос. ун-т им. А. А. Жданова. — Ленинград : Изд-во Ленингр. ун-та, 1963. — 222 с. : граф.; 22 см.
- Chemia półprzewodników typu diamentu [Текст] / N. A. Goriunowa ; Tłum. z języka ros. mgr. Lidia Zdanowicz, dr. Witold Zdanowicz. — Warszawa : Wyd-wa naukowo-techniczne, 1965. — 295 с. : ил.; 21 см.

## Семья
Муж — инженер-гидростроитель Семён Иванович Горюнов (1912—1962).
Сын — архитектор и теоретик архитектуры Василий Семёнович Горюнов (1942—2018).